# Nagia sthenistica
Nagia sthenistica là một loài bướm đêm trong họ Noctuidae.